# 奧蘭紋章
奧蘭紋章是金色赤鹿在藍地盾徽上。傳統上，會將一個瑞典式的伯爵冠置於這紋章之上。
奧蘭群島現時使用的紋章，原本是1560年頒授予厄蘭（拼法相似的瑞典舊省）的。1569年，瑞典王太后卡塔里娜·斯滕博獲得奧蘭作為采邑，奧蘭遂獲得省徽，是兩隻狍在九朵玫瑰散布的盾上。奧蘭和厄蘭的紋章在很久以前便被混淆了，而1880年代文獻則將厄蘭的紋章記載為「兩隻狍在九朵玫瑰散布的盾上」。在芬蘭戰爭戰敗後，瑞典於1809年將其東部領土（包括奧蘭）割讓予俄羅斯，成為芬蘭大公國，兩省的紋章也繼續被混淆。
1944年修訂紋章期間，瑞典國家紋章署發現了混淆省徽的錯誤。芬蘭的紋章部門獲悉後決定不作修改，不採用原本屬於奧蘭的紋章，因奧蘭已經長時間使用原本屬於厄蘭的紋章。因此，瑞典紋章署須再度修改厄蘭省徽，以免繼續混淆。厄蘭的省徽上，赤鹿有一紅色頸圈，角和蹄也改為紅色。

## 圖庫

厄蘭於1560年獲頒的紋章，1569年後轉為奧蘭使用至今
奧蘭於16世紀獲頒的紋章，但為厄蘭使用（1880年代至1944年）
厄蘭自1944年使用至今的紋章，與奧蘭紋章的分別在於紅色頸圈和角